# Viza
Viza is een Amerikaanse rockgroep uit Los Angeles, Californië. De sound van de band kenmerkt zich door de combinatie van harde rock en folk met Armeense, Mediterraanse, Arabische en Russische invloeden. De band bestaat uit zes leden: zanger en gitarist Knoup Tomopoulos, gitaristen Orbel Babayan en Shant Bismejian, bassist Alexan Khatcherian, drummer Hiram Rosario en oedspeler Antranig (Andrew) Kzirian.

## Geschiedenis

### 2000-2008
Visa, zoals het oorspronkelijk werd gespeld, werd in 2000 in New York opgericht door Knoup Tomopoulos en Johnny Nice. Oorspronkelijk was deze groep bedoeld als nevenproject naast de band Neurobox, dat Knoup op dat ogenblik vormde met Hiram Rosario, Suguru Onaka en Alexan Khatcherian.
In 2004 verliet Johnny Nice de band en week Visa uit naar Los Angeles. Daar werd Visa uitgebreid met de nieuwe leden Shant Bismejian, Orbel Babayan, Jivan Gasparyan jr., Chris Daniel en Antranig Kzirian.
Onder de naam Visa bracht de band twee ep's en drie langspeelplaten uit. De eerste ep, getiteld Visa, verscheen in 2001. In 2006 verscheen vervolgens het eerste album, Maktub. Op dit album staat onder meer het nummer ‘Breakout The Violins’, waarvoor Visa een videoclip opnam met regisseur Tadeh Daschi. Deze video werd bekroond met diverse prijzen, waaronder de Rising Star Award op het Canada International Film Festival en de Gold Kahuna Award op het Honolulu Film Festival.
Tijdens de herfst van 2007 kwam de tweede ep uit, getiteld De Facto. Het volgende volwaardige album, Eros, verscheen in 2008. Op deze vier platen zijn voornamelijk Armeense, Griekse en Arabische invloeden te horen.

### 2008-2010: naamswijziging en Made in Chernobyl
Na Eros wijzigde de band zijn naam in Viza, en onder die nieuwe naam bracht de groep in 2010 het album Made in Chernobyl uit. Op dit album komt de rock-sound meer naar voren en wordt deze eerder verweven met Oost-Europese en Russische invloeden, wat het album onderscheidt van het vroegere werk van Visa. Van dit album verscheen de single Trans-Siberian Standoff, die werd begeleid door een nieuwe videoclip. Hiervoor werkte de band opnieuw samen met regisseur Tadeh Daschi, die eerder reeds met succes de video voor Breakout The Violins regisseerde.
Verder staat op dit album ook het lied Viktor, waarop de stem van zanger en componist Serj Tankian van de Amerikaanse band System of a Down te horen is. De verschijning van Tankian op dit album is niet toevallig: Viza is geassocieerd met diens bedrijf Serjical Strike Management.
Tijdens de zomer van 2010 toerde Viza voor het eerst door Europa, als voorprogramma van Serj Tankian, die op dat moment als soloartiest zijn tournee Imperfect Harmonies afwerkte. Deze tournee bracht Viza voor het eerst in steden als Jerevan, Athene, Hamburg, Keulen, Parijs, Zürich en Bologna, waar de band warm werd onthaald, met als gevolg dat deze ook in Europa een trouwe aanhang begon op te bouwen.

### 2011-2012: Carnivalia en groeiend succes
In maart 2011 begon de band met de opnamen van haar vierde langspeelplaat, die de titel Carnivalia zou dragen en later dat jaar zou verschijnen. Tijdens de opnamen van dit album verscheen op 20 april 2011 reeds een single, Bake Me in Clouds. Deze single zou achteraf echter niet op het nieuwe album verschijnen.
In afwachting van de release van Carnivalia volgde tijdens de zomer van 2011 een nieuwe tournee, waarbij Viza zowel de Verenigde Staten als Europa aandeed.
Eind december 2011 volgde de officiële release van het album Carnivalia en de gelijknamige single met bijhorende videoclip, gevolgd door nog meer Europese concerten in januari en februari 2012. De band kreeg zowel voor het album als voor haar concertenreeks steeds meer lovende kritieken en ook de persaandacht nam vooral in Europa sterk toe.
In juli 2012 nam de band zijn derde single op, een cover van Alabama Song (Whiskey Bar) van The Doors. Deze single werd nog diezelfde maand uitgebracht, vergezeld van een geanimeerde videoclip.
Meteen daarna begon een nieuwe zomertour, waarbij de band onder meer optrad op het hoofdpodium van het Hongaarse Sziget Festival, met haar ruim 380.000 bezoekers een van de grootste festivals van Europa. De reactie van het publiek en de pers op dit optreden waren erg positief.
Viza ging ook opnieuw op wereldtournee met Serj Tankian, die net zijn vierde soloplaat genaamd Harakiri had uitgebracht. Op dit album speelt Antranig Kzirian de oud-partijen in het lied Ching Chime.
Tijdens deze wereldtournee kwam Tankian meerdere malen het lied Viktor live zingen tijdens Viza's optreden, terwijl Kzirian dan weer op het podium verscheen tijdens Tankian's concert om samen het lied Ching Chime live te brengen.

### 2013: nieuw album en nieuwe line-up
Sinds eind 2012 werkt Viza aan de opvolger van Carnivalia. Dit album, dat Aria zal heten, is deels gefinancierd door een geslaagde Kickstarter-campagne en is gepland voor release in februari 2014.
Op 7 mei 2013 kondigt de band het vertrek van percussionist Chris Daniel aan. Tegelijk start de band met audities teneinde een vervanger te vinden. Daniel had net ervoor nog drummer Hiram Rosario vervangen tijdens hun Europese tour, daar die laatste verstek moest geven wegens een schouderblessure. Chris verklaarde achteraf dat deze tijdelijke rol als drummer deels bijdroeg tot zijn beslissing om de band te verlaten en nieuwe uitdagingen aan te gaan, onder meer als drummer. Toch verschijnt Chris Daniel tijdens de hierna volgende concerten met onder meer Gogol Bordello opnieuw op het podium, als drummer. Uit de officiële website blijkt later dat Chris nu inderdaad de officiële drummer van de band is en dat Hiram's naam uit de line-up werd verwijderd. Er kwam echter nooit een officiële mededeling omtrent deze wissel en vele fans zouden deze pas tijdens de Europese wintertournee in 2014 opmerken

## Sociaal engagement
Viza is ook maatschappelijk geëngageerd en levert verscheidene inspanningen voor geldinzamelingen voor mensenrechtenorganisaties, daklozentehuizen en weeshuizen.

## Leden
- Knoup Tomopoulos – Zang, gitaar
- Orbel Babayan – Gitaar, tar, zang
- Shant Bismejian – Gitaar, bouzouki
- Antranig (Andrew) Kzirian – Oed
- Alexan Khatcherian – Basgitaar
- Jivan Gasparyan jr. - Duduk, Zurna (heeft de band niet verlaten, maar nam niet meer deel aan opnames of concerten sinds 2010 wegens andere projecten)
- Chris Daniel - Drums, percussie (maakt volgens de officiële website opnieuw deel uit van de band en verschijnt als drummer tijdens concerten sinds de zomer van 2013)
- Hiram Rosario - Drums (maakt volgens de officiële website niet langer deel uit van de band, hoewel zijn vertrek nooit officieel werd bevestigd)

## Ex-bandleden
- Johnny Nice - Gitaar, keyboard
- Carlos Alvarado - Gitaar
- Danny Shamoun - Percussie
- Suguru Onaka - Accordeon, keyboards
- Chris Daniel - Percussie, zang, drums

## Discografie
- Visa - 2001
- Maktub - 2006
- De Facto - 2007
- Eros - 2008
- Made in Chernobyl - 2010
- Carnivalia – 2011
- Aria - 2014